# Lac Mandraka
Le lac Mandraka est un lac artificiel à Mandraka dans la région d'Analamanga à Madagascar.

## Historique
Le lac a été créé par la construction du barrage de la Mandraka.
Sa superficie est de 2 005 ha,.